# Molophilus bilobulus
Molophilus bilobulus là một loài ruồi trong họ Limoniidae. Chúng phân bố ở miền Cổ bắc.